# Гофгайсмар
Гофгайсмар (нім. Hofgeismar) — місто в Німеччині, знаходиться в землі Гессен. Підпорядковується адміністративному округу Кассель. Входить до складу району Кассель.
Площа — 86,39 км2. Населення становить 15 243 ос. (станом на 31 грудня 2020).